# Kraftwerk Bad Abbach
Das Kraftwerk Bad Abbach ist ein Laufwasserkraftwerk der Rhein-Main-Donau AG an der Donau.
Das 1978 in Betrieb genommene Kraftwerk erzeugt Dreiphasenwechselstrom für das Verbundnetz und liegt bei Poikam, einem Ortsteil von Bad Abbach. Betreiber des Kraftwerks ist die Uniper Kraftwerke GmbH. Es wurde zwischen 1974 und 1978 errichtet und verfügt über zwei Kaplanturbinen mit einem Laufraddurchmesser von 4,7 Meter und einer Ausbauleistung von insgesamt 6,1 Megawatt.

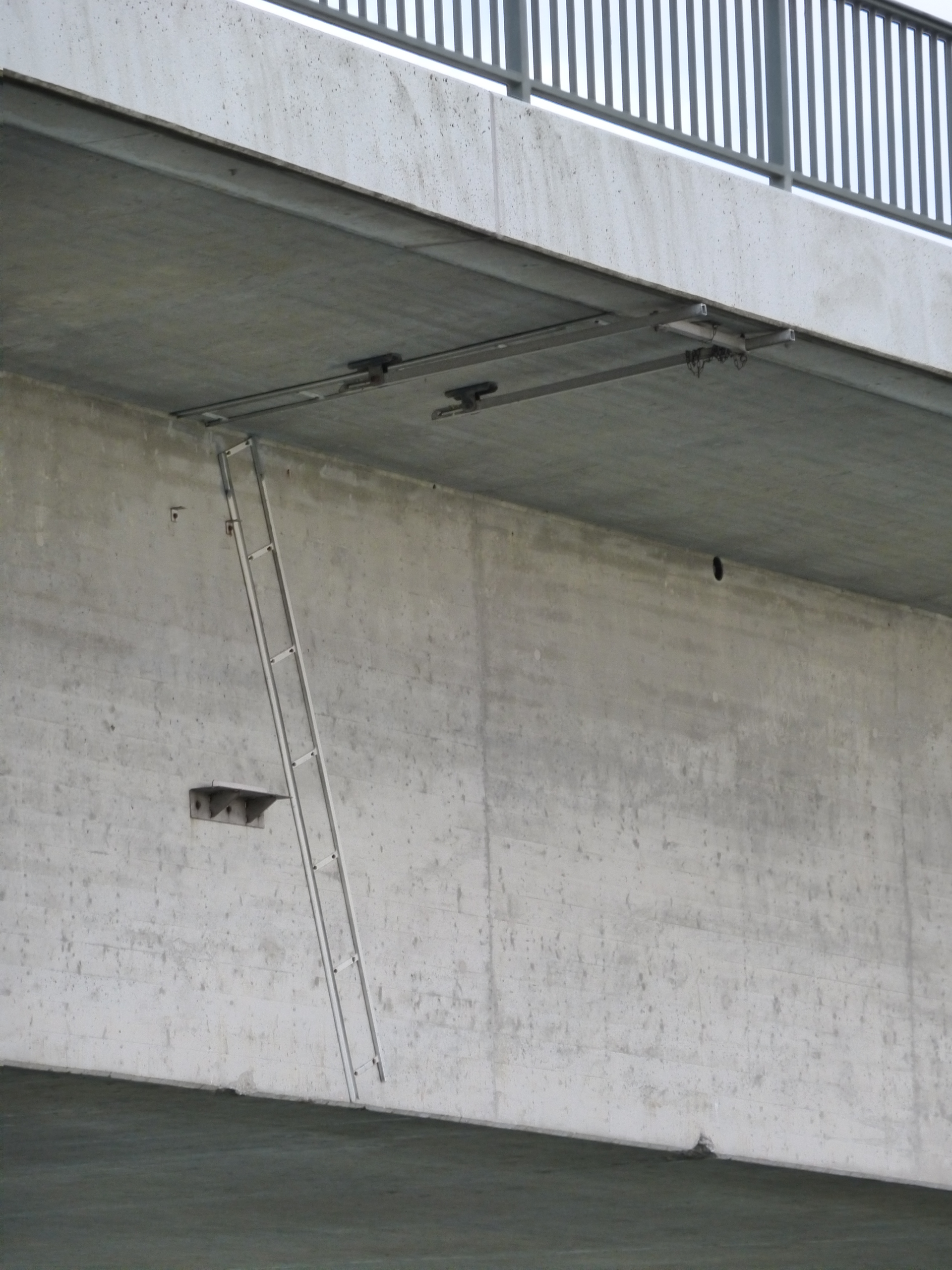
Vorbereitungen zur Sprengung der Brücke nördlich des Kraftwerks aus dem Kalten Krieg: Halterungen zum Anbringen von Schneidladungen